# Diocesi di Sofia e Filippopoli
La diocesi di Sofia e Filippopoli (in latino Dioecesis Sophiae et Philippopolis) è una sede della Chiesa cattolica in Bulgaria immediatamente soggetta alla Santa Sede. Nel 2023 contava 32.800 battezzati su 4.471.900 abitanti. La sede è vacante.

## Territorio
La diocesi comprende la parte meridionale della Bulgaria.
Sede vescovile è la città Plovdiv (l'antica Filippopoli), dove si trova la cattedrale di San Luigi. A Sofia sorge la concattedrale di San Giuseppe.
Il territorio è suddiviso in 14 parrocchie.

## Storia
Verso la fine del XVI secolo fu eretta la missione francescana di Sofia, affidata ai francescani della provincia di Bosnia. Nel 1601 fu istituita la diocesi di Sofia come suffraganea dell'arcidiocesi di Antivari. La sede iniziale dei vescovi era la città di Čiprovci, dove più numerosa era la presenza di cattolici.
Il 6 dicembre 1642 fu elevata al rango di arcidiocesi metropolitana. La decadenza di Čiprovci costringerà gli arcivescovi a trasferirsi a Plovdiv, e nel 1699 papa Innocenzo XII modificherà il nome dell'arcidiocesi in quello attuale.
Nel corso del Settecento, a causa delle persecuzioni operate dai Turchi, molti cattolici furono costretti ad emigrare; la sede, in più occasioni, rimase vacante, e nel 1758 fu ridotta a vicariato apostolico.
A partire dal 1835, la Congregazione di Propaganda Fide affidò la cura dei cattolici bulgari ai missionari Redentoristi, sostituiti nel 1841 dai Cappuccini italiani e austriaci: il primo vicario cappuccino, Andrea Canova, ricevette la consacrazione episcopale. Alla fine dell'Ottocento i cappuccini aprirono un loro seminario a Sofia, che dal 1916 ha garantito una presenza bulgara alla guida del vicariato apostolico.
Nel corso del XIX secolo la Santa Sede istituì le sedi titolari arcivescovili di Sardica (l'antico nome di Sofia) e di Filippopoli.
Nel 1903 il vicariato apostolico contava 14.438 fedeli, 14 sacerdoti cappuccini, 26 assunzionisti, 11 lasalliani.
Il 3 marzo 1979 il vicariato apostolico è stato elevato a diocesi con la bolla Ex quo divina di papa Giovanni Paolo II, e a seguito di ciò fu soppressa la sede titolare di Sardica, ma non quella di Filippopoli, che peraltro risulta vacante dal 1967.

## Cronotassi dei vescovi
Si omettono i periodi di sede vacante non superiori ai 2 anni o non storicamente accertati.

### Vescovi di Sofia
- Pietro Salinate, O.F.M.Obs. † (10 settembre 1601 - 1623 deceduto)
- Elia Marini, O.F.M.Obs. † (29 luglio 1624 - 15 giugno 1641[4] deceduto)
- Pietro Adeodato, O.F.M.Obs. † (15 giugno 1641 succeduto - 6 dicembre 1642 nominato arcivescovo)

### Arcivescovi di Sofia
- Pietro Adeodato, O.F.M.Obs. † (6 dicembre 1642 - dopo il 15 settembre 1673[5] deceduto)
- Pavao Coješčić, O.F.M.Obs. † (1675 - 1677)
- Stefan Cnezervić, O.F.M.Obs. † (5 aprile 1677 - 18 ottobre 1691[6] deceduto)
- Pavao Joščić, O.F.M. † (28 novembre 1707 - luglio 1719 deceduto)
- Marko Andrijašević † (20 novembre 1723 - 1741[7] deceduto)
- Nicolò Angelo Radovani † (23 settembre 1743 - 18 dicembre 1752 nominato arcivescovo di Durazzo)
- Benedetto Zuzzeri † (14 gennaio 1754 - 1758 dimesso)

### Vicari apostolici di Sofia e Filippopoli
- Giuseppe Roverani, Batt. † (11 dicembre 1758 - 15 febbraio 1767 nominato vicario apostolico di Costantinopoli)
- Giorgio Radovani † (30 aprile 1767 - 29 luglio 1771 nominato arcivescovo di Scutari)
- Pavel Duvanlija † (31 luglio 1771 - 16 settembre 1776 nominato vescovo di Nicopoli)
- Pietro Fabri † (2 ottobre 1776 - 1796 deceduto)
- Nicolò Zilve † (29 aprile 1796 - 13 dicembre 1800 deceduto)
- Giorgio Tunus † (15 dicembre 1802 - 1817 deceduto)
- Andrea Tunus † (29 luglio 1817 - 1834 dimesso)
- Jan Fortner, C.SS.R. † (1835 - 1836 deceduto)
- Jan Nepomuk Ptáček, C.SS.R. † (1836 - 1840 dimesso)
- Andrea Canova, O.F.M.Cap. † (15 luglio 1843 - 10 agosto 1866 deceduto)
- Francesco Domenico Reynaud, O.F.M.Cap. † (17 dicembre 1867 - 5 maggio 1885 dimesso)
- Roberto Menini, O.F.M.Cap. † (5 maggio 1885 - 12 ottobre 1916 deceduto)
- Cleto Vincenzo Pejov, O.F.M.Cap. † (12 ottobre 1916 succeduto - 3 novembre 1941 deceduto)
- Ivan Romanov † (6 luglio 1942 - 8 gennaio 1953 deceduto)
  - Sede vacante (1953-1975)
- Bogdan Stefanov Dobranov † (22 luglio 1975 - 3 marzo 1979 nominato vescovo di Sofia e Filippopoli)

### Vescovi di Sofia e Filippopoli
- Bogdan Stefanov Dobranov † (3 marzo 1979 - 4 ottobre 1983 deceduto)
  - Sede vacante (1983-1995)
- Georgi Ivanov Jovčev[8] (13 novembre 1995 - 16 luglio 2025 ritirato)
  - Rumen Ivanov Stanev, dal 18 luglio 2025 (amministratore apostolico)

## Statistiche
La diocesi nel 2023 su una popolazione di 4.471.900 persone contava 32.800 battezzati, corrispondenti allo 0,7% del totale.
| anno | popolazione | popolazione | popolazione | presbiteri | presbiteri | presbiteri | presbiteri                | diaconi | religiosi | religiosi | parrocchie |
| anno | battezzati  | totale      | %           | numero     | secolari   | regolari   | battezzati per presbitero | diaconi | uomini    | donne     | parrocchie |
| ---- | ----------- | ----------- | ----------- | ---------- | ---------- | ---------- | ------------------------- | ------- | --------- | --------- | ---------- |
| 1950 | 28.230      | 3.720.000   | 0,8         | 66         | 15         | 51         | 427                       |         | 30        | 134       | 13         |
| 1967 | 30.000      | ?           | ?           | 33         | 8          | 25         | 909                       |         |           |           | 15         |
| 1990 | 35.000      | 5.000.000   | 0,7         | 14         | 11         | 3          | 2.500                     |         | 8         | 13        | 19         |
| 1999 | 35.200      | 5.000.000   | 0,7         | 14         | 6          | 8          | 2.514                     |         | 8         | 24        | 16         |
| 2000 | 35.000      | 5.000.000   | 0,7         | 19         | 7          | 12         | 1.842                     |         | 14        | 22        | 16         |
| 2001 | 35.000      | 5.000.000   | 0,7         | 22         | 10         | 12         | 1.590                     |         | 12        | 22        | 16         |
| 2002 | 35.000      | 5.000.000   | 0,7         | 20         | 8          | 12         | 1.750                     |         | 12        | 22        | 16         |
| 2003 | 35.000      | 5.000.000   | 0,7         | 20         | 8          | 12         | 1.750                     | 1       | 18        | 22        | 16         |
| 2004 | 34.000      | 5.000.000   | 0,7         | 21         | 9          | 12         | 1.619                     |         | 19        | 22        | 16         |
| 2010 | 33.000      | 5.000.000   | 0,7         | 26         | 14         | 12         | 1.269                     |         | 17        | 25        | 17         |
| 2014 | 33.000      | 4.935.000   | 0,7         | 23         | 11         | 12         | 1.434                     |         | 14        | 25        | 17         |
| 2017 | 33.000      | 5.000.000   | 0,7         | 25         | 13         | 12         | 1.320                     |         | 14        | 20        | 18         |
| 2020 | 32.800      | 4.527.700   | 0,7         | 21         | 11         | 10         | 1.561                     |         | 12        | 20        | 14         |
| 2022 | 32.550      | 4.495.420   | 0,7         | 22         | 10         | 12         | 1.479                     |         | 12        | 16        | 14         |
| 2023 | 32.800      | 4.471.900   | 0,7         | 20         | 10         | 10         | 1.640                     |         | 13        | 16        | 14         |